# Ведяшева, Ольга Викторовна
О́льга Ви́кторовна Ведя́шева (род. 5 ноября 1970, Чусовой) — советская и казахстанская горнолыжница. Выступала за сборные команды СССР и Казахстана по горнолыжному спорту в 1985—1999 годах, двукратная чемпионка Азиатских игр, серебряная и бронзовая призёрка чемпионата мира среди юниоров, участница зимних Олимпийских игр в Лиллехаммере.

## Биография
Ольга Ведяшева родилась 5 ноября 1970 года в городе Чусовой Пермской области РСФСР. Занималась горнолыжным спортом на местной спортивной базе «Огонёк».
В 1985 году вошла в состав советской национальной сборной и побывала на этапах Кубка мира. Два года спустя успешно выступила на чемпионате мира среди юниоров, откуда привезла награды серебряного и бронзового достоинства, выигранные в комбинации и скоростном спуске соответственно — таким образом стала первой в истории советского горнолыжного спорта спортсменкой, сумевшей попасть в число призёров на мировых первенствах.
В 1990 году вместе с мужем-алма-атинцем переехала на постоянное жительство в Казахскую ССР, родила ребёнка и на некоторое время отошла от спорта.
После распада Советского Союза получила казахстанское гражданство и стала выступать на международном уровне за сборную Казахстана. В сезоне 1993/94 выступила на нескольких этапах Кубка мира и благодаря череде удачных выступлений удостоилась права защищать честь страны на зимних Олимпийских играх в Лиллехаммере — заняла здесь 24 место в скоростном спуске, 37 место в супергиганте и 19 место в комбинации.
В 1996 году побывала на Азиатских играх в Харбине, где завоевала золотую медаль в гигантском слаломе и стала серебряной призёркой в супергиганте.
Пыталась пройти отбор на Олимпийские игры 1998 года в Нагано, но в конкурентной борьбе уступила молодой и перспективной Юлии Крыгиной. Непопадание на Олимпиаду лишило её мотивации продолжать тренировки.
В 1999 году Ведяшева всё же вернулась в большой спорт ради выступления на Азиатских играх в Канвондо — здесь она трижды поднималась на пьедестал почёта: взяла серебро в слаломе, золото в гигантском слаломе и бронзу в супергиганте. Вскоре по окончании этих соревнований приняла решение завершить спортивную карьеру.
Имеет два высших образования, физкультурное и экономическое. Работает финансистом в Казахстанском агентстве прикладной экологии.